# Audincourt
Audincourt és un municipi francès situat al departament del Doubs i a la regió de Borgonya - Franc Comtat. L'any 2007 tenia 14.595 habitants.

## Demografia

### Població
El 2007 la població de fet d'Audincourt era de 14.595 persones. Hi havia 6.191 famílies de les quals 2.279 eren unipersonals (1.150 homes vivint sols i 1.129 dones vivint soles), 1.557 parelles sense fills, 1.647 parelles amb fills i 708 famílies monoparentals amb fills.
La població ha evolucionat segons el següent gràfic:
Habitants censats

### Habitatges
El 2007 hi havia 6.794 habitatges, 6.315 eren l'habitatge principal de la família, 23 eren segones residències i 456 estaven desocupats. 2.670 eren cases i 4.063 eren apartaments. Dels 6.315 habitatges principals, 2.882 estaven ocupats pels seus propietaris, 3.339 estaven llogats i ocupats pels llogaters i 94 estaven cedits a títol gratuït; 182 tenien una cambra, 704 en tenien dues, 1.636 en tenien tres, 1.809 en tenien quatre i 1.983 en tenien cinc o més. 3.944 habitatges disposaven pel capbaix d'una plaça de pàrquing. A 3.381 habitatges hi havia un automòbil i a 1.721 n'hi havia dos o més.

### Piràmide de població
La piràmide de població per edats i sexe el 2009 era:
| Homes | Edats   | Dones |
| ----- | ------- | ----- |
| 4     | 95 o +  | 5     |
| 21    | 90 a 94 | 64    |
| 46    | 85 a 89 | 96    |
| 92    | 80 a 84 | 109   |
| 206   | 75 a 79 | 340   |
| 230   | 70 a 74 | 298   |
| 330   | 65 a 69 | 321   |
| 432   | 60 a 64 | 385   |
| 427   | 55 a 59 | 332   |
| 572   | 50 a 54 | 488   |
| 520   | 45 a 49 | 534   |
| 504   | 40 a 44 | 548   |
| 560   | 35 a 39 | 512   |
| 659   | 30 a 34 | 618   |
| 568   | 25 a 29 | 569   |
| 493   | 20 a 24 | 479   |
| 690   | 15 a 19 | 470   |
| 582   | 10 a 14 | 491   |
| 556   | 5 a 9   | 500   |
| 470   | 0 a 4   | 487   |

## Economia
El 2007 la població en edat de treballar era de 9.553 persones, 6.581 eren actives i 2.972 eren inactives. De les 6.581 persones actives 5.380 estaven ocupades (3.086 homes i 2.294 dones) i 1.201 estaven aturades (593 homes i 608 dones). De les 2.972 persones inactives 807 estaven jubilades, 877 estaven estudiant i 1.288 estaven classificades com a «altres inactius».

### Ingressos
El 2009 a Audincourt hi havia 6.368 unitats fiscals que integraven 15.028 persones, la mediana anual d'ingressos fiscals per persona era de 14.487 €.

### Activitats econòmiques
Dels 653 establiments que hi havia el 2007, 11 eren d'empreses extractives, 20 d'empreses alimentàries, 5 d'empreses de fabricació de material elèctric, 4 d'empreses de fabricació d'elements pel transport, 19 d'empreses de fabricació d'altres productes industrials, 71 d'empreses de construcció, 201 d'empreses de comerç i reparació d'automòbils, 11 d'empreses de transport, 52 d'empreses d'hostatgeria i restauració, 8 d'empreses d'informació i comunicació, 34 d'empreses financeres, 28 d'empreses immobiliàries, 61 d'empreses de serveis, 80 d'entitats de l'administració pública i 48 d'empreses classificades com a «altres activitats de serveis».
Dels 191 establiments de servei als particulars que hi havia el 2009, 1 era una oficina d'administració d'Hisenda pública, 1 oficina del servei públic d'ocupació, 2 oficines de correu, 8 oficines bancàries, 2 funeràries, 15 tallers de reparació d'automòbils i de material agrícola, 2 tallers d'inspecció tècnica de vehicles, 6 autoescoles, 13 paletes, 13 guixaires pintors, 9 fusteries, 14 lampisteries, 8 electricistes, 3 empreses de construcció, 23 perruqueries, 1 veterinari, 13 agències de treball temporal, 38 restaurants, 11 agències immobiliàries, 3 tintoreries i 5 salons de bellesa.
Dels 103 establiments comercials que hi havia el 2009, 4 eren supermercats, 3 grans superfícies de material de bricolatge, 2 botiges de menys de 120 m², 14 fleques, 13 carnisseries, 3 llibreries, 22 botigues de roba, 2 botigues d'equipament de la llar, 8 sabateries, 5 botigues d'electrodomèstics, 7 botigues de mobles, 7 botigues de material esportiu, 1 una botiga de material esportiu, 1 una botiga de material de revestiment de parets i terra, 1 un drogueria, 2 joieries i 8 floristeries.

## Equipaments sanitaris i escolars
El 2009 hi havia 1 hospital de tractaments de mitja durada (seguiment i rehabilitació), 2 psiquiàtrics, 4 centres de salut, 8 farmàcies i 1 ambulància.
El 2009 hi havia 5 escoles maternals i 8 escoles elementals. A Audincourt hi havia 1 col·legi d'educació secundària i 2 liceus tecnològics. Als col·legis d'educació secundària hi havia 498 alumnes i als liceus tecnològics 763.

## Poblacions més properes
El següent diagrama mostra les poblacions més properes.